# Klavulánsav
A klavulánsav bizonyos típusú antibiotikum-rezisztens baktériumok elleni szer, melyet valamilyen penicillin-típusú gyógyszerrel kombinálnak mind az orvosi, mind az állatorvosi gyakorlatban.
A klavulánsavat β-laktamáz enzimet kibocsátó baktériumok ellen alkalmazzák, melyek klavulánsav nélkül rezisztensek lennének az antibiotikumra. Legtöbbször káliumsóját kombinálják amoxicillinnel.
A vegyületet a Streptomyces clavuligerus nevű baktérium állítja elő; innen kapta a nevét. Brit gyógyszerkutatók fedezték fel 1974/75-ben. Szintetikusan argininből és glicerinaldehid-3-foszfátból állítják elő.

## Hatásmód
A klavulánsavnak semmilyen fontos antibakteriális hatása nincs, a β-laktám gyűrűje ellenére, mely antibiotikumok egész csoportjának sajátossága. Kémiai hasonlósága miatt azonban hatással van a β-laktamáz enzimre, melyet bizonyos baktériumok a β-laktám típusú antibiotikumok elleni rezisztencia érdekében állítanak elő.
A klavulánsav kovalensen kapcsolódik a β-laktamáz aktív részében található egyik szerin aminosavhoz. Ezáltal még aktívabb lesz, és az aktív oldal egy másik aminosavját támadja meg. Ez véglegesen hatástalanítja az aminosavat, és ezáltal az egész β-laktamáz enzimet. Az enzim gátlása visszaállítja a β-laktám-antibiotikum hatásosságát a β-laktamázt kibocsátó rezisztens baktériummal szemben. Bizonyos baktériumtörzsek azonban mindezek ellenére is rezisztensek maradnak.

## Mellékhatások
Klavulánsav szedése esetén megnő az epe okozta sárgaság gyakorisága, különösen férfiakban és 65-éven felüliekben. A sárgaság előrehaladása azonban önmagától leáll, és csak nagyon ritkán jelent halálos májbetegséget.
Az USA gyógyszerbiztonsági bizottsága azt javasolja, hogy a klavulánsavat csak olyan baktériumfertőzések esetén alkalmazzák, ahol valószínűsíthető a β-laktamáz-rezisztencia, és a kezelés időtartama általában ne haladja meg a 14 napot.

## Készítmények
- Aktil Duo
- Augmentin
- Curam
- Aktil
- Clavox
- Forcid[4]
- Amoksiklav
- Ciblor
- Klavocin
- Neo-Duplamox
- Timentin[5]
- Noroclav[6]
- Synulox (állatorvosi szer)
- Xylenn

## Fordítás
- Ez a szócikk részben vagy egészben  a   Clavulanic acid című angol Wikipédia-szócikk fordításán alapul.  Az eredeti cikk szerkesztőit annak laptörténete sorolja fel. Ez a jelzés csupán a megfogalmazás eredetét és a szerzői jogokat jelzi, nem szolgál a cikkben szereplő információk forrásmegjelöléseként.